# Gewichtsjustierung „al pezzo“ und „al marco“
Die Begriffe al pezzo und al marco beschreiben zwei verschiedene Arten, um das Gewicht einer Münze zu justieren und überprüfen. Die Gewichtsüberprüfung fand fast immer vor dem eigentlichen Prägevorgang statt und wurde am Schrötling durchgeführt. Die Bezeichnungen entstammen dem Italienischen und bedeuten „auf das Stück“ (al pezzo) und „auf die Mark“ (al marco).

## „al pezzo“
Bei der Gewichtsjustierung al pezzo wird jeder Schrötling einzeln gewogen und auf das vorgeschriebenen Sollgewicht angepasst, wodurch garantiert wird, dass sich das Gewicht jeder einzelnen Münze im Kulanzbereich bewegt. Dieses Verfahren ist jedoch aufwendig und zeitintensiv.

## „al marco“
Beim Justieren al marco wird nicht das Einzelgewicht, sondern das Durchschnittsgewicht der Münzen überprüft. Eine vorgeschriebene Gesamtanzahl an Münzen muss dem gewünschten und festgeschriebenen Gewicht entsprechen. Diese Methode erklärt auch die teils großen Gewichtsunterschiede bei mittelalterlichen und frühneuzeitlichen Münzen. Auf ein Pfund zu 367 g wurden beispielsweise 240 Pfennige geschlagen.